# Kachetisches Gebirge
Das Kachetische Gebirge (georgisch კახეთის ქედი) bildet einen Gebirgskamm in Georgien, der vom Hauptkamm des Großen Kaukasus in südlicher Richtung abzweigt.
Das Kachetische Gebirge bildet die Wasserscheide zwischen dem oberen Iori im Westen und den Zuflüssen des Alasani im Osten. Entlang dem Gebirgszug verläuft die Grenze zwischen dem westlich gelegenen Mzcheta-Mtianeti und der östlich gelegenen namensgebenden Region Kachetien. Das Gebirge besitzt eine Längsausdehnung in Nord-Süd-Richtung von etwa 80 km. Es erreicht im mittleren Abschnitt Höhen von 2500 m. Im Norden, am Übergang zum Hauptkamm des Großen Kaukasus, trifft der Gebirgskamm des weiter westlich verlaufenden Kartlischen Gebirges auf den des Kachetischen Gebirges. Dort erreicht das Kachetische Gebirge eine maximale Höhe von 3032 m.
Das Gebirge besteht hauptsächlich aus Sandstein, Mergel und Glimmerschiefer.
Die Berghänge sind mit sommergrünem Laubwald und Strauchvegetation bedeckt. Darüber, in Höhen über 2000 m, wächst alpine Flora.

## Berge (Auswahl)
Im Folgenden sind eine Reihe von Gipfeln des Kachetischen Gebirges sortiert in Nord-Süd-Richtung aufgelistet:
- Garedscha (2496 m) (⊙)